# Gaoling, Peking
Gaoling (kinesiska: 高岭) är en köping i Kina. Den ligger i stadsdistriket Miyun i Pekings storstadsområde, i den norra delen av landet, omkring 96 kilometer nordost om stadskärnan. Antalet invånare är 14 186. Befolkningen består av 7 016 kvinnor och 7 170 män. Barn under 15 år utgör 11,0 %, vuxna 15-64 år 73 %, och äldre över 65 år 14,0 %.